# Dukla
Dukla est une ville de Pologne, située dans le sud-est du pays dans la voïvodie des Basses-Carpates, sur la route qui conduit en Slovaquie par le col de Dukla . Elle est le chef-lieu de la gmina de Dukla, dans le powiat de Krosno.

## Histoire

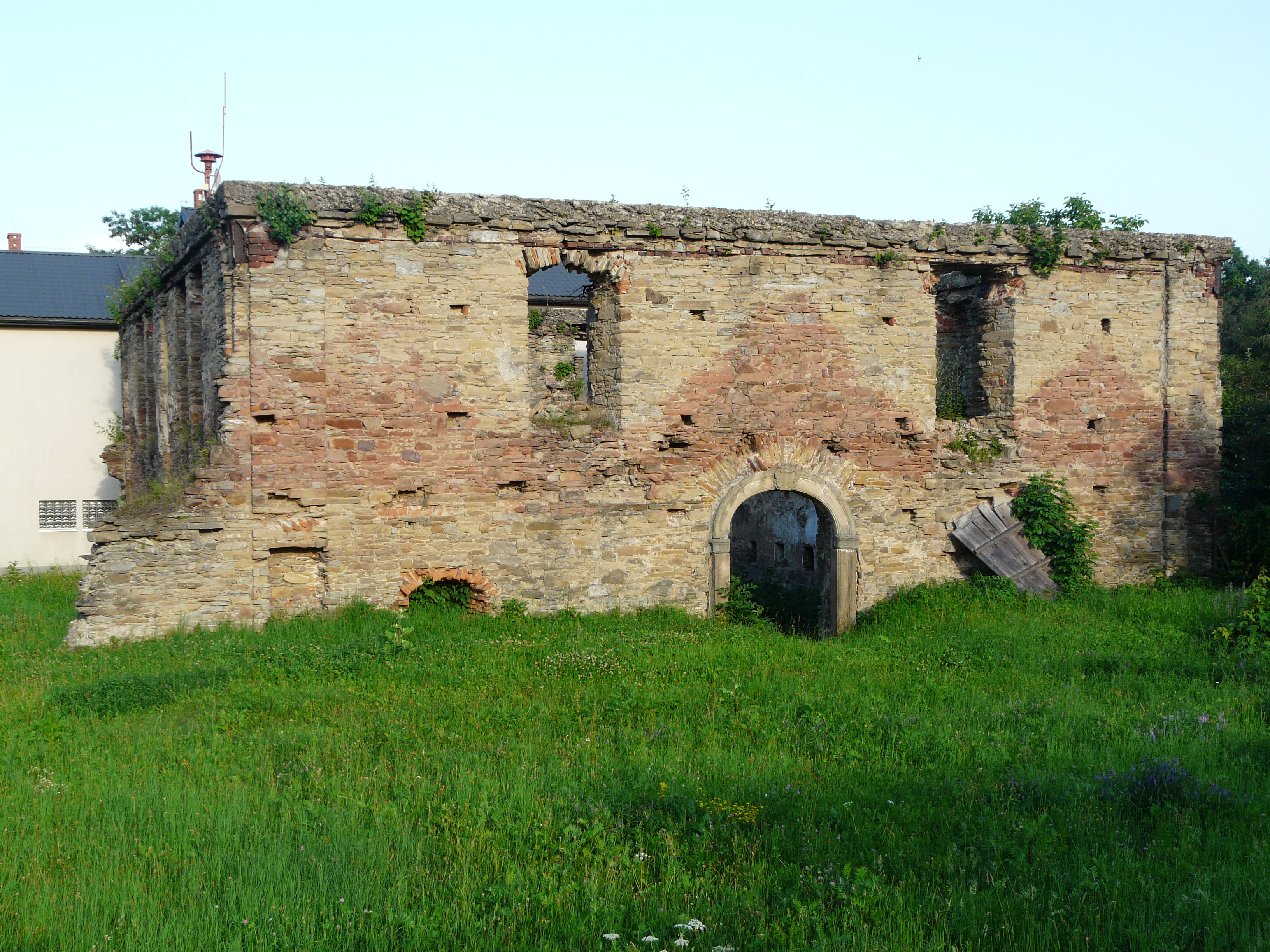
Vieille synagogue.

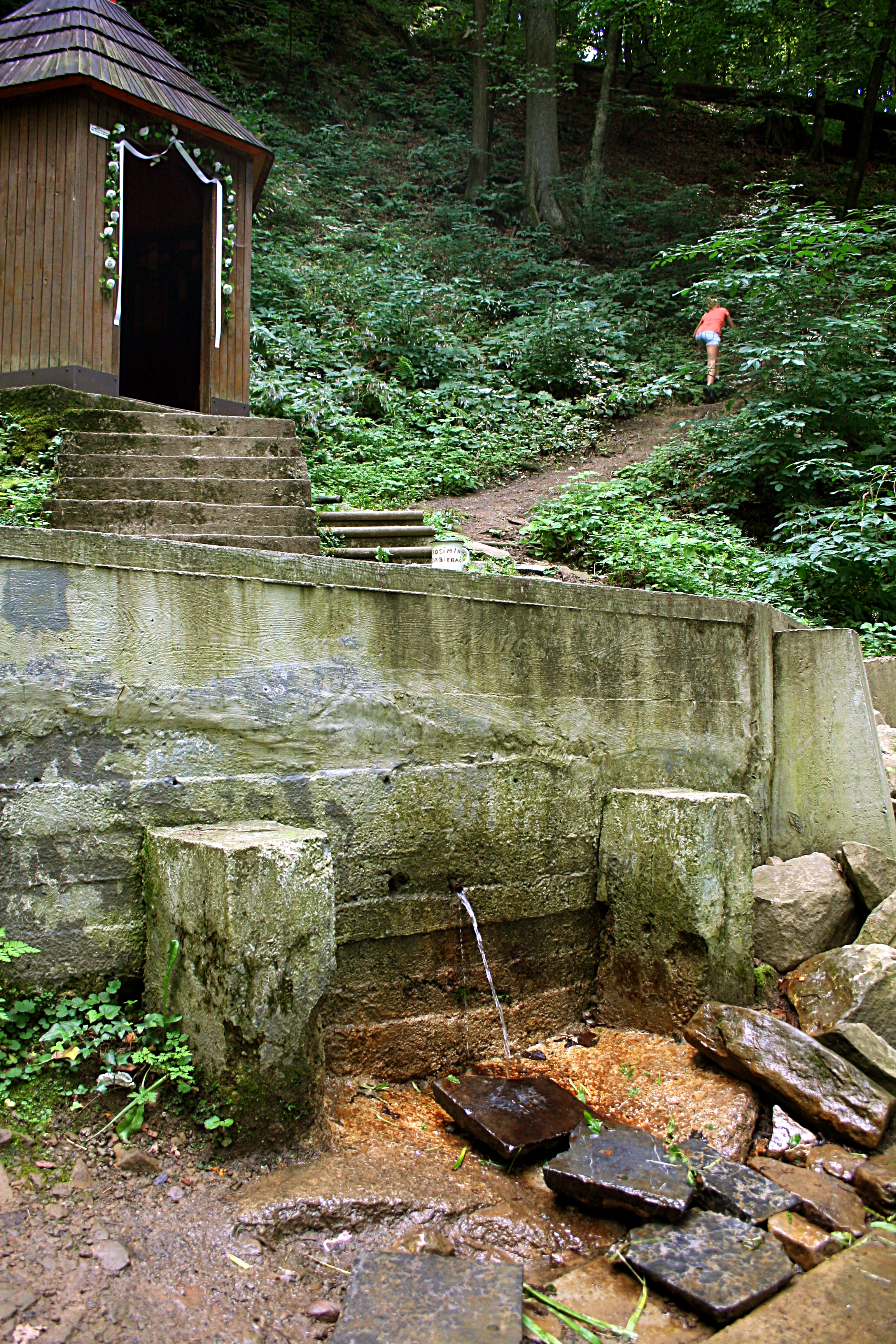
Chapelle de Jean de Dukla.

Le village de Dukla est mentionné depuis 1357. En 1405, les rois de Pologne lui accordent le droit de Magdebourg. Une communauté d'Allemands des forêts (Walddeutsche (de)) y a habité ; elle est aujourd'hui entièrement polonisée.
La communauté juive est présente depuis le XVIe siècle. La vieille synagogue (de), bâtie en 1758, est actuellement en ruines. En 1900, sur 3 123 habitants, Dukla comptait 2 539 juifs. 
Pendant l'occupation nazie, en 1942, de nombreux juifs sont déportés au camp d'extermination de Belzec. En septembre-octobre 1944, la bataille du col de Dukla oppose les forces allemandes et hongroises à l'Armée rouge.
Après la guerre, Dukla est rattachée jusqu'en 1998 à la voïvodie de Krosno. Le pape Jean-Paul II visite la ville le 9 juin 1997 pour prononcer la canonisation du moine Jean de Dukla (1414-1484).

## Jumelage
- Bourg-Saint-Maurice  (France) depuis 1995[2]